# Liouban (Biélorussie)
Liouban (en biélorusse : Любань ; en lacinka : Ljuban' ; en russe : Любань ; en polonais : Lubań) est une ville de la voblast de Minsk, en Biélorussie, et le centre administratif du raïon de Liouban. Sa population s'élevait à 10 882 habitants en 2019.

## Géographie
Liouban est arrosée par la rivière Oressa et se trouve à 31 km à l'est de Salihorsk et à 127 km au sud de Minsk.

## Histoire
La première mention de Liouban dans un document historique remonte à l'année 1566 : c'était une bourgade de la principauté de Sloutsk, dans le grand-duché de Lituanie. Elle passa successivement entre les mains des Olelkowicze-Słuccy (XVIe siècle), des Radziwill (XVIIe–XVIIIe siècles) et des Wittgenstein (XIXe siècle). Elle fut attribuée à l'Empire russe par la deuxième partition de la Pologne, en 1793. Au cours de l'insurrection de Kościuszko, eut lieu la bataille de Liouban, le 4 septembre 1794, entre l'armée lituanienne et les forces russes, qui l'emportèrent. Liouban devint le centre administratif d'un raïon le 17 juillet 1924 et accéda au statut de commune urbaine en 1938. Elle fut occupée par l'Allemagne nazie de juillet 1941 au 30 juin 1944. Le 3 août 1941, quelque 150 à 200 Juifs furent rassemblés dans une unique maison et le lendemain conduits dans une carrière près du village de Doudniki, à 5 km de la ville, et assassinés par les AllemandsEn septembre 1941, les juifs sont enfermés dans un ghetto entouré de fils barbelés électrifiés et gardé par des allemands et des policiers locaux. Les prisonniers sont contraints aux travaux forcés dans l'entretien de routes. Le 8 novembre 1941, 50 juifs sont assassinés en représailles à l'activité des résistants locaux. Le 4 décembre 1941, le ghetto est liquidé et les juifs assassinés.
Liouban accéda au statut de ville en 1968.

## Population
Recensements (*) ou estimations de la population :
| 1858  | 1897* | 1909  | 1919  | 1923* |
| ----- | ----- | ----- | ----- | ----- |
| 1 532 | 766   | 2 014 | 2 211 | 1 468 |

| 1926* | 1939* | 1959* | 1970* | 1979* |
| ----- | ----- | ----- | ----- | ----- |
| 2 160 | 3 048 | 3 700 | 6 700 | 8 388 |

| 1989*  | 1999*  | 2009*  | 2013   | 2014   |
| ------ | ------ | ------ | ------ | ------ |
| 11 049 | 11 700 | 11 256 | 11 186 | 11 160 |